# Signehög, Nedre Bäck en Kållen
Signehög, Nedre Bäck en Kållen (Zweeds: Signehög, Nedre Bäck och Kållen) is een småort in de gemeente Kungälv in het landschap Bohuslän en de provincie Västra Götalands län in Zweden. Het småort heeft 84 inwoners (2005) en een oppervlakte van 33 hectare. Eigenlijk bestaat het småort uit drie plaatsen: Signehög, Nedre Bäck en Kållen.